# Calipso
Calipso (in greco antico: Καλυψώ?, Kalypsṓ) è un personaggio della mitologia greca e il suo nome deriva dal verbo greco kalýpto (καλύπτω), «nascondere» o «coprire».
La divinità marina di Calipso è presente in svariate leggende dove viene indicata come una ninfa, una nereide o anche un'oceanina.

## Genealogia
Figlia del primo leggendario re della Mauretania, il titano Atlante e di Pleione, oppure di Oceano e della titanide Teti. Da Ulisse partorì i figli Nausitoo e Nausinoo Nausitoo e Nausinoo della teogonia di Esiodo, sono chiamati Feacio e Ausonio nell'Odissea di Omero. Nausitoo è chiamato Feacio padre di Alcinoo, Locrio e Crotone, e Nausinoo è chiamato Ausonio padre di Liparo. 
Il nome di Calipso appare anche tra i nomi delle Nereidi, ma nulla conferma che sia lo stesso personaggio.

## Mitologia
Secondo il racconto dell'Odissea di Omero, Calipso era figlia di Atlante e viveva sull'isola di Ogigia: donna bellissima e immortale.
Un giorno Ulisse, scampato al vortice di Cariddi, approdò sull'isola, e Calipso se ne innamorò. L'Odissea racconta come ella lo amò e lo tenne con sé, secondo Omero, per sette anni (secondo lo Pseudo-Apollodoro cinque e secondo Igino solo uno) offrendogli invano l'immortalità, che l'eroe insistentemente rifiutava. Ulisse conservava in fondo al cuore il desiderio di tornare a Itaca, e non si lasciò sedurre.
Calipso abitava in una grotta profonda, con molte sale, che si apriva su giardini naturali, un bosco sacro con grandi alberi e sorgenti che scorrevano attraverso l'erba. Ella passava il tempo a filare, tessere, con le schiave, anch'esse ninfe, che cantavano mentre lavoravano.
Le lacrime di Ulisse vennero accolte da Atena, la quale, dispiaciuta per il suo protetto, chiese a Zeus di intervenire. Il dio allora mandò Ermes per convincere Calipso a lasciarlo partire e lei a malincuore acconsentì. Gli diede legname per costruirsi una zattera, e provviste per il viaggio. Gli indicò anche su quali astri regolare la navigazione.
Le leggende posteriori all'Odissea attribuiscono a Ulisse e Calipso un figlio, chiamato Latino, più spesso considerato come figlio di Circe; talvolta, si racconta che essi avessero avuto due figli, Nausitoo e Nausinoo, i cui nomi ricordano la nave. Infine si attribuisce loro come figlio anche Ausone, l'eponimo dell'Ausonia.

## Nella letteratura moderna
A Calipso è dedicato il testo conclusivo della raccolta L'ultimo viaggio di Ulisse di Giovanni Pascoli ed è anche presente nel quarto volume della saga Eroi dell'Olimpo. Il testo si apre con un Ulisse naufrago, spinto fino all'isola di Ogigia dal mare dopo aver perduto la nave e i compagni contro lo scoglio delle Sirene. L'isola della dea è selvaggia e carica di profumi, il canto di Calipso che siede intenta alla sua tela si mescola con quello insistente del gufo e della cornacchia, presagi di sventura. La dea, una volta uscita dalla sua caverna, trova il corpo dell'amato eroe ormai esanime e non può far altro che abbracciarlo e sciogliersi in lacrime di dolore:
ma meno morte, che non esser più!»